# Luis Induni
Luis Induni (szül. Luigi Induni Radice) (Romano Canavese, 1920. március 5. – Barcelona, 1979. december 31.) olasz színész.
Induni Torinó mellett született. A második világháborúban katonáskodott is és végig kitartott a fasiszta rezsim oldalán, amelynek bukását követően Spanyolországba menekült és ott telepedett le, állampolgárságot 1959-ben nyert. Karrierje is főként ahhoz az országhoz kötődik, mivel rendszerint spanyol, vagy spanyol-olasz kooprodukciós filmekben jelenik meg és ezért használta a spanyolosabb hangzású Luis nevet.
Ignacio Iquino spanyol rendezőnél kezdte munkáját. Számos makaróniwesternben volt látható, többnyire sheriffek megformálásánál, sőt bűnügyi filmekben sokszor rendőrfelügyelőt alakított, avagy köztisztviselőket formált meg. Szikár, korához képest idősebb megjelenésű karakter volt. Szerepet kapott a híres komédiában, a Brancaleone ármádiája c. filmben is.

## Fontosabb filmjei
- Isztambul akció (1965)
- Az utolsó mohikán (1965)
- Brancaleone ármádiája (1966)
- A texasi mexikói (1966)
- A finom holttest (1969)
- Halott cowboy nem cowboy (1969)
- Frank Mannata igaz története (1969)
- Zorro, a musztángok ura (1969)
- Hé barátom, megint itt van Sabata (1970)
- Apacs kapitány (1971)
- Kegyetlen kobrák (1971)
- Ben és Charlie (1972)